# Hamlet Protein
Hamlet Protein A/S er en dansk producent af sojaprotein foderblandinger. Virksomheden har hovedkvarter og en fabrik i Horsens, desuden har de en afdeling og fabrik i Findlay, Ohio, USA. Virksomhedens produkter benyttes til foder til svin, fjerkræ, kalve, fisk, kæledyr, osv. I 2024 omsatte de for 454 mio. kroner. Selskabet blev etableret i 1992 og det er en del af New Nutrition, der er specialiseret i proteinbaseret ernæring.

## Ekstern henvisning
- Officiel hjemmeside (dansk)